# 電測
電測（でんそく）とは海上自衛隊の艦艇乗組員の特技（職種）の一つ。船務科に属し、主として自衛艦のCICにて勤務を行う。
電測の長は電測員長と呼ばれ、護衛艦では通常1等海曹か海曹長が任じられる。

## 任務
電測員は、主として情報の収集、作図、整理及び配布並びに電測器材の操作及び保守に関する業務に従事する。
-- 昭和58年3月15日海幕人第1011号   自衛艦乗員服務規則について（通達）（昭和58年3月15日海幕人第1011号）第439条

電測員は 航海・作戦行動に必要となる情報の収集、作図、整理、評価をし各部署に配布することを目的とする。
一般的には電測員はCICにおけるレーダー機器の操作員と捉えられることが多いが、それは所掌任務の一面でしかない。
電測員の究極的な任務は、航海/作戦行動における情報の取捨選択を行い、指揮官の意思決定を補佐することにある。

## 電測員の扱う情報の例
- 電測員みずから操作する水上/対空/航海レーダーのレーダー情報（PPIスコープによるレーダー画像）
- 見張り員からの視覚的な情報（艦内を縦走する無電池電話による音声通信）
- 航海科員からの旗流・発光信号の情報
- 通信員からの隊内電報等の情報（テレタイプ、データ通信、無線による音声通信）
- 気象員からの気象海洋の情報（気象作図、気象FAXなどの文書）
- 水測員からのXBT情報、聴音情報
- 僚艦、僚機（対潜哨戒機）からの情報（無線交話や戦術データ・リンクによるプロット情報）
- ESM（電波探知装置）によるシギント情報

## 電測員のオペレーションの例
- 船舶のプロット、航路のリコメンド
- 霧中航行時における航海の管制
- 対潜戦における捜索・攻撃パターンの選定、進言
- 電子戦における電波探知装置や電波妨害装置の操作
- 対空ミサイル防御のためのチャフ・フレアロケットの操作
- 僚艦や対潜哨戒機との無線交話による情報交換
- 海図や対勢作図装置への作図

## 教育
- 特技課程

船務科要員として艦艇に配置され、一定期間の艦船勤務の後に特技取得のため術科学校で学ぶことになる。
広島県江田島市にある海上自衛隊第一術科学校教育第1部 電測員課程への入校を命じられる。海士課程と海曹課程がある。
- 専修課程

他に海曹士専修科として以下の副特技の取得することができる。
- - 海上自衛隊第一術科学校（江田島市）での教育課程
    - 電子(EW)
    - 対戦情報処理装置（ASWOコンソール）
    - CDS(OYQ-6)操作
    - 教官

- - 海上自衛隊第二術科学校（横須賀市）での教育課程
    - 英語（基礎）
    - 英語（一般）
    - 英語（留学）

- - 護衛艦隊海上訓練指導隊群誘導武器教育訓練隊での教育課程
    - CDS(OYQ-9)操作
    - イージスCIC操作（基礎、上級）
    - データリンク操作

- - 自衛艦隊情報業務群電子情報支援隊での教育課程
    - 電子戦データ収集処理

- 訓練施設
  - 海上訓練指導隊群（横須賀）
    - 横須賀海上訓練指導隊:対潜戦術訓練装置(SATT)
    - 佐世保海上訓練指導隊:対潜戦術訓練装置(SATT-2)
    - 誘導武器教育訓練隊（横須賀）

## 他国海軍での同様の職種
- 米海軍
  - Operations Specialist
- 英国海軍
  - Warfare Specialist